# CentOS
CentOS (/ˈsɛntɒs/, от англ. Community ENTerprise Operating System) — дистрибутив Linux, основанный на коммерческом Red Hat Enterprise Linux компании Red Hat и совместимый с ним. Согласно жизненному циклу Red Hat Enterprise Linux (RHEL), CentOS 5, 6 и 7 будут поддерживаться «до 10 лет», поскольку они основаны на RHEL. Ранее версия CentOS 4 поддерживалась семь лет.
Red Hat Enterprise Linux состоит из свободного ПО с открытым кодом, но доступен в виде дисков с бинарными пакетами только для платных подписчиков. Как требуется в лицензии GPL и других, Red Hat предоставляет все исходные коды. Разработчики CentOS используют данный исходный код для создания окончательного продукта, очень близкого к Red Hat Enterprise Linux и доступного для загрузки. Существуют и другие клоны Red Hat Enterprise Linux, созданные на основе этого кода.
CentOS использует программу Yum для загрузки и установки обновлений из репозитория CentOS Mirror Network, тогда как Red Hat Enterprise Linux получают обновления с серверов Red Hat Network. CentOS до версии 5.0 для обновлений использовал также программу up2date.
Помимо прочего, CentOS использовалась как ОС по умолчанию[уточнить] в проекте Cluster Compute Instance (CCI) от Amazon, суть которого заключается в том, что сдаются в аренду мощности большого числа стандартных стоечных серверов.
Компания Red Hat объявила о прекращении разработки дистрибутива CentOS 8 в своём классическом варианте, подразумевающем предоставление максимально приближенных пересборок выпусков Red Hat Enterprise Linux.
Формирование обновлений для классического CentOS 8 было прекращено 31 декабря 2021 года. Формирование обновлений безопасности для ветки CentOS 7 было прекращено 30 июня 2024 года.
Вместо классического CentOS пользователям будет предложено перейти на непрерывно обновляемую редакцию CentOS Stream.
В ответ на трансформацию стабильной платформы CentOS в тестовый роллинг-дистрибутив CentOS Stream Грегори Курцер (Gregory Kurtzer), основатель проекта CentOS, сообщил о намерении создать новую пересборку RHEL и пригласил других разработчиков присоединиться к данной инициативе.
Для ведения разработки нового дистрибутива Грегори зарегистрировал домен rockylinux.org и создал репозиторий на GitHub.
Также компания CloudLinux планирует выпустить альтернативу CentOS 8 под наименованием AlmaLinux, бинарно совместимую с RHEL. Дистрибутив будет базироваться на пакетной базе Red Hat Enterprise Linux 8. Первый выпуск дистрибутива обещают сформировать в течение первого квартала 2021 года.
Дополнительно разработчиками дистрибутива AlmaLinux был представлен инструментарий ELevate, позволяющий упростить миграцию рабочих установок с CentOS 7 на дистрибутивы, построенные на пакетной базе RHEL 8, с сохранением приложений, данных и настроек. В настоящее время проектом поддерживается миграция на AlmaLinux, Rocky Linux, CentOS Stream и Oracle Linux.

## История
До популярности текущего имени CentOS возникла как сборка на базе CAOS Linux.
В июне 2006 года Дэвид Парсли, главный разработчик Tao Linux (клона Red Hat Enterprise Linux), объявил о закрытии Tao Linux и про его переход в CentOS. Пользователи Tao Linux перешли на CentOS через yum update.
В июле 2009 года в открытом письме от CentOS сообщалось, что основатель CentOS Лэнс Дэвис покинул проект в 2008 году. Но Дэвис продолжал регистрации доменов для CentOS и всё ещё пользовался своей учётной записью PayPal. Сообщается, что в августе 2009 года команда CentOS смогла обратиться к Дэвису, и после этого CentOS получил домены centos.info и centos.org.
В июле 2010 года CentOS обогнала Debian в популярности дистрибутивов Linux для веб-серверов, причём почти 30 % всех веб-серверов Linux использовали CentOS. Debian снова стал самым популярным дистрибутивом для веб-серверов в январе 2012 года.
В январе 2014 года компания Red Hat объявила, что она будет спонсировать проект CentOS, «помогая создавать платформу, хорошо подходящую для потребностей разработчиков, разрабатывающих программы с открытым исходным кодом, которые также интегрируют технологии для операционных систем». В результате владение товарными знаками CentOS было передано Red Hat, при этом большинство разработчиков CentOS работает в обособленном подразделении компании Red Hat, параллельно с собственно командой разработчиков Red Hat Enterprise Linux. Был также создан новый правящий совет CentOS.

## CentOS и гуманитарная помощь RedHat
Начиная с Red Hat Enterprise Linux 7, инфраструктура проекта предоставляется Redhat, а исходный код Red Hat Enterprise Linux 7 перемещен с основного сервера на новые серверы CentOS. Теперь на ftp.redhat.com содержится вместо исходного кода ссылка на исходный код, переданный непосредственно CentOS.

## Производные продукты
- AlmaLinux — Альтернатива CentOS, бинарно совместимая с RHEL[31][32][33][34]
- EuroLinux — Дистрибутив, подготовленный путём пересборки исходных текстов дистрибутива Red Hat Enterprise Linux и бинарно совместимый с ним. Техническая поддержка и дополнительные функциональные модули предоставляются платно.[35][36][37][38]
- Scientific Linux — дистрибутив, развиваемый FermiLab (разработка 8 версии свёрнута в пользу CentOS 8[39]
- Rocks Cluster Distribution[англ.] v4.1 (Fuji) — дистрибутив для кластеров, основанный на CentOS 4.2[40]
- Rocky Linux — Развиваемая сообществом пересборка RHEL, созданная в ответ на трансформацию CentOS[41][42][43][44]
- VzLinux — Дистрибутив, позиционирующийся как замена CentOS, готовая для рабочих внедрений. Также, применяется как базовая система для платформ виртуализации.[45][46][47][48][49]
- SME Server[50];
- Asterisk@Home[51] переименован в TrixBox[52];
- Boston University’s Linux 4.5 Server Edition (Zodiac)[53];
- NuOnce Networks CentOS ™ / Blue Quartz ™ CD[54];
- Elastix — дистрибутив для организации сервера коммуникаций, основанный на CentOS 7[55];
- FreePBX — дистрибутив для организации IP АТС
- ClearOS — маршрутизатор (комбайн), созданный для дома и небольших организаций[56], предоставляется на основе ежемесячной подписки[57];
- госЛинукс — дистрибутив, ориентированный на использование в государственных учреждениях России. Основан на CentOS 6.4;
- Янукс — российский дистрибутив, ориентированный на использование в информационных системах с повышенными требованиями к безопасности обрабатываемых данных[58].

## История релизов
| История версий  | История версий                                                   | История версий | История версий | История версий     | История версий   |
| Релиз CentOS    | Архитектура                                                      | База RHEL      | Ядро Linux     | Дата релиза CentOS | Дата релиза RHEL |
| --------------- | ---------------------------------------------------------------- | -------------- | -------------- | ------------------ | ---------------- |
| 2               | i386                                                             | 2.1            | 2.4.9          | 2004-05-14         | 2002-05-17       |
| 3.1             | i386, x86_64, ia64, s390, s390x                                  | 3              | 2.4.21-15      | 2004-03-19         | 2003-10-23       |
| 3.4 — Server    | i386, x86_64, ia64, s390, s390x                                  | 3.4            | 2.4.21-27      | 2005-01-23         | -                |
| 3.7             | i386, x86_64, ia64, s390, s390x                                  | 3.7            | 2.4.21-40      | 2006-04-11         | -                |
| 3.8             | i386, x86_64                                                     | 3.8            | 2.4.21-47      | 2006-08-25         | 2006-07-20       |
| 3.9             | i386, x86_64, ia64, s390, s390x                                  | 3.9            | 2.4.21-50      | 2007-07-26         | 2007-06-15       |
| 4               | i386, x86_64, various                                            | 4              | 2.6.9-5        | 2005-03-09         | 2005-02-14       |
| 4.6             | i386, x86_64, ia64, alpha, s390, s390x, ppc (beta), sparc (beta) | 4.6            | 2.6.9-67       | 2007-12-16         | 2007-11-16       |
| 4.7             | i386, x86_64                                                     | 4.7            | 2.6.9-78       | 2008-09-13         | 2008-07-24       |
| 4.7 — Server    | i386, x86_64                                                     | 4.7            | 2.6.9-78       | 2008-10-17         | -                |
| 4.8             | i386, x86_64                                                     | 4.8            | 2.6.9-89       | 2009-08-21         | 2009-05-18       |
| 4.9             | i386, x86_64                                                     | 4.9            | 2.6.9-100      | 2011-03-02         | 2011-02-16       |
| 5               | i386, x86_64                                                     | 5              | 2.6.18-8       | 2007-04-12         | 2007-03-14       |
| 5.1             | i386, x86_64                                                     | 5.1            | 2.6.18-53      | 2007-12-02         | 2007-11-07       |
| 5.2             | i386, x86_64                                                     | 5.2            | 2.6.18-92      | 2008-06-24         | 2008-05-21       |
| 5.3             | i386, x86_64                                                     | 5.3            | 2.6.18-128     | 2009-03-31         | 2009-01-20       |
| 5.4             | i386, x86_64                                                     | 5.4            | 2.6.18-164     | 2009-10-21         | 2009-09-02       |
| 5.5             | i386, x86_64                                                     | 5.5            | 2.6.18-194     | 2010-05-14         | 2010-03-31       |
| 5.6             | i386, x86_64                                                     | 5.6            | 2.6.18-238     | 2011-04-08         | 2011-01-13       |
| 5.7             | i386, x86_64                                                     | 5.7            | 2.6.18-274     | 2011-09-13         | 2011-07-21       |
| 5.8             | i386, x86_64                                                     | 5.8            | 2.6.18-308     | 2012-03-07         | 2012-02-21       |
| 5.9             | i386, x86_64                                                     | 5.9            | 2.6.18-348     | 2013-01-17         | 2013-01-07       |
| 5.10            | i386, x86_64                                                     | 5.10           | 2.6.18-371     | 2013-10-19         | 2013-10-01       |
| 5.11            | i386, x86_64                                                     | 5.11           | 2.6.18-398     | 2014-09-30         | 2014-09-15       |
| 6               | i386, x86_64                                                     | 6              | 2.6.32-71      | 2011-07-10         | 2010-11-10       |
| 6.0 — LiveCD    | i386, x86_64                                                     | 6.0            | 2.6.32-71      | 2011-07-25         | -                |
| 6.0 — LiveDVD   | i386, x86_64                                                     | 6.0            | 2.6.32-71      | 2011-07-27         | -                |
| 6.0 — MinimalCD | i386, x86_64                                                     | 6.0            | 2.6.32-71      | 2011-07-28         | -                |
| 6.1             | i386, x86_64                                                     | 6.1            | 2.6.32-131     | 2011-12-09         | 2011-05-19       |
| 6.2             | i386, x86_64                                                     | 6.2            | 2.6.32-220     | 2011-12-20         | 2011-12-06       |
| 6.3             | i386, x86_64                                                     | 6.3            | 2.6.32-279     | 2012-07-10         | 2012-06-21       |
| 6.4             | i386, x86_64                                                     | 6.4            | 2.6.32-358     | 2013-03-09         | 2013-02-21       |
| 6.5             | i386, x86_64                                                     | 6.5            | 2.6.32-431     | 2013-12-01         | 2013-11-21       |
| 6.6             | i386, x86_64                                                     | 6.6            | 2.6.32-504     | 2014-10-28         | 2014-10-14       |
| 6.7             | i386, x86_64                                                     | 6.7            | 2.6.32-573     | 2015-08-07         | 2015-07-22       |
| 6.8             | i386, x86_64                                                     | 6.8            | 2.6.32-642     | 2016-05-25         | 2016-05-10       |
| 6.9             | i386, x86_64                                                     | 6.9            | 2.6.32-696     | 2017-04-05         | 2017-03-21       |
| 6.10            | i386, x86_64                                                     | 6.10           | 2.6.32-754     | 2018-07-03         | 2018-06-19       |
| 7.0-1406        | только x86_64                                                    | 7.0            | 3.10.0-123     | 2014-07-07         | 2014-06-10       |
| 7.1-1503        | только x86_64                                                    | 7.1            | 3.10.0-229     | 2015-03-31         | 2015-03-05       |
| 7.2-1511        | только x86_64                                                    | 7.2            | 3.10.0-327     | 2015-12-14         | 2015-11-19       |
| 7.3-1611        | только x86_64                                                    | 7.3            | 3.10.0-514     | 2016-12-09         | 2016-11-03       |
| 7.4-1708        | x86-64                                                           | 7.4            | 3.10.0-693     | 2017-10-13         | 2017-07-31       |
| 7.5-1804        | x86-64                                                           | 7.5            | 3.10.0-862     | 2018-05-10         | 2018-04-10       |
| 7.6-1810        | x86-64                                                           | 7.6            | 3.10.0-957     | 2018-12-03         | 2018-10-30       |
| 7.7.1908        | aarch64, ppc64le, x86_64                                         | 7.7            | 3_10_0-1062    | 2019-09-17         | 2019-08-06       |
| 7.8.2003        | aarch64, ppc64le, x86_64                                         | 7.8            | 3.10.0-1136    | 2020-04-27         | 2020-03-31       |
| 7.9.2009        | aarch64, ppc64le, x86_64                                         | 7.9            | 3.10.0-1160    | 2020-11-12         | 2020-09-30       |
| 8.0-1905        | x86-64                                                           | 8.0            | 4.18           | 2019-09-24         | 2018-10-14       |
| 8.1.1911        | aarch64, ppc64le, x86_64                                         | 8.1            | 4_18_0-147     | 2020-01-15         | 2019-11-05       |
| 8.2.2004        | aarch64, ppc64le, x86_64                                         | 8.2            | 4.18.0-193     | 2020-06-15         | 2020-04-28       |
| 8.3.2011        | aarch64, ppc64le, x86_64                                         | 8.3            | 4.18.0-240     | 2020-12-07         | 2020-10-29       |
| 8.4.2105        | aarch64, ppc64le, x86_64                                         | 8.4            | 4.18.0-305     | 2021-06-03         | 2021-05-19       |
| 8.5.2111        | aarch64, ppc64le, x86_64                                         | 8.5            | 4.18.0-348     | 2021-11-16         | 2021-11-10       |
| Релиз CentOS    | Архитектура                                                      | База RHEL      | Ядро Linux     | Дата релиза CentOS | Дата релиза RHEL |

### Сроки поддержки
В соответствии с жизненным циклом Red Hat Enterprise Linux, CentOS 6 и 7 также поддерживается в течение десяти лет.
| Версия CentOS                                                              | Дата релиза      | Полная поддержка       | Критические обновления |
| -------------------------------------------------------------------------- | ---------------- | ---------------------- | ---------------------- |
| 3                                                                          | 5 января 2001    | 20 июля 2006           | 31 декабря 2010        |
| 4                                                                          | 9 марта 2005     | 31 марта 2009          | 29 февраля 2012        |
| 5                                                                          | 12 апреля 2007   | первый квартал 2014    | 31 марта 2017          |
| 6                                                                          | 20 июля 2011     | второй квартал 2017    | 30 ноября 2020         |
| 7                                                                          | 7 июля 2014      | четвёртый квартал 2020 | 30 июня 2024           |
| 8                                                                          | 24 сентября 2019 | 31 декабря 2021        | 31 декабря 2021        |
| -                                                                          |                  |                        |                        |
| stream 8                                                                   | 24 сентября 2019 | 31 мая 2024            | 31 мая 2024            |
| stream 9                                                                   | 3 декабря 2021   | 31 мая 2027            | 31 мая 2027            |
| Старая версия, не поддерживаетсяСтарая поддерживаемая версияТекущая версия |                  |                        |                        |

### Выпуски AltArch
Выпуски AltArch разрабатываются группой Alternative Architecture Special Interest Group (AltArch SIG) для поддержки архитектур, которые уже не поддерживаются в новых базовых релизах CentOS.
| Версия CentOS | Архитектура               | База RHEL | Дата релиза CentOS |
| ------------- | ------------------------- | --------- | ------------------ |
| 7.1-1503      | AArch64                   | 7.1       | 2015-08-04         |
| 7.1-1503      | IA-32                     | 7.1       | 2015-10-12         |
| 7.2-1511      | IA-32                     | 7.2       | 2015-12-19         |
| 7.2-1511      | ARMv7hl                   | 7.2       | 2015-12-19         |
| 7.2-1511      | PowerPC64 (TechPreview)   | 7.2       | 2015-12-19         |
| 7.2-1511      | PowerPC8 LE (TechPreview) | 7.2       | 2015-12-19         |
| 7.3.1611      | AArch64                   | 7.3       | 2017-01-04         |
| 7.3.1611      | IA-32                     | 7.3       | 2017-01-30         |